# Фрайбургски университет
Фрайбургският университет (официално наименование: Albert-Ludwigs-Universität Freiburg) е висше учебно заведение във Фрайбург, Германия.

## История
Университетът е създаден през 1457 г. и е един от най-старите в страната, като до ден днешен носи името на основателите си – Албрехт VI и Лудвиг I.
Първоначално има четири факултета: богословски, медицински, правен и философски. Към 2010 г. те наброяват 11, като според изучаваните дисциплини студентите са разпределени в 4 отделни сгради, разпръснати из града.
В университета се помещава и изследователският център FRIAS (Freiburg Institute for Advanced Studies).